# Vít Král
Vít Král (* 22. března 1992 Brno) je český boxer, dvanáctinásobný mistr České republiky v různých věkových kategoriích, reprezentant České republiky a trenér boxu. 

## Život
Vít Král pochází z Brna. Navštěvoval Sportovní gymnázium Ludvíka Daňka. V dětství se věnoval nejdříve kopané. Boxu se věnuje od svých deseti let. Jeho trenérem byl jeho otec Vít Král starší, bývalý mistr Československa. Jako mimořádný talent mohl boxovat díky svazové výjimce na českém seniorském šampionátu (muži), kde poprvé bojoval už v patnácti letech, ale byl v kategorii 57 kg poražen na body. Slibný rozvoj jeho kariéry však limitovalo zranění pravého zápěstí (zlomenina člunkové kosti) a vykloubení ramene. V souvislosti se zraněními prodělal tři operace. Po zaléčení těchto zranění se uvedl zpět ziskem titulu mistra České republiky mužů v roce 2012. Boxoval také českou extraligu za prostějovský boxerský klub DTJ Prostějov a Rohovník Armex Děčín. Po ukončení aktivní kariéry se věnuje trenérské dráze a pracuje s mladými boxery. Působí jako trenér v klubu Kometa Box Brno. Mezi jeho svěřence patří také Jindřich Janečka. 

### Sportovní kariéra
- 2005
  - Mistr České republiky, kadeti, kategorie 48 kg[5]
  - Mistr České republiky, junioři, kategorie 48 kg, vítězství RSC[9] (vítězství ukončením utkání ringovým rozhodčím).
- 2006
  - Mistr České republiky, kadeti, kategorie 50 kg, vítězství RSC[10].
  - Mistr České republiky, junioři, kategorie 51 kg,vítězství RSC[11] .
- 2007
  - Mistr České republiky, kadeti, kategorie 57 kg, vítězství na body[12].
  - Mistr České republiky, junioři, kategorie 60 kg, vítězství RSC[13].
- 2008
  - Mistr České republiky, kadeti, kategorie 63 kg, vítězství RSC[14] .
  - Mistr České republiky, junioři, kategorie 60 kg, vítězství WO[15] (vítězství bez boje).
  - Druhé místo na mistrovství České republiky, muži, kategorie 69 kg, ve finále prohra na body[16].
- 2009
  - Mistr České republiky, junioři, kategorie 69 kg, vítězství RSC[17].
  - Mistr České republiky, muži, kategorie 69 kg, vítězství na body[18].
  - Vítěz mezinárodního turnaje juniorů v Mostaru, kategorie 69 kg, vítězství vzdáním soupeř[19].
- 2012
  - Mistr České republiky, muži, kategorie 75 kg, vítězství na body[6].
- 2014
  - Mistr České republiky, muži, kategorie 75 kg,vítězství na body[20].
- 2015
  - Účastník Evropských her v Baku 2015[21] po nominaci Českým olympijským výborem.